# Phoberomys
Phoberomys (лат.) — род вымерших гигантских грызунов из семейства Neoepiblemidae парвотряда Caviomorpha, обитавших во времена неогена (11,62—2,588 млн лет назад) на территории современных Аргентины, Бразилии, Венесуэлы и Перу.
С массой тела, оцениваемой в 221—774 кг, Phoberomys pattersoni был одним из крупнейших грызунов, известных современной науке.

## Классификация
По данным сайта Paleobiology Database, на июнь 2019 года в род включают 4 вымерших вида:
- Phoberomys bordasi Patterson, 1942
- Phoberomys burmeisteri Kraglievich, 1926 [syn. Phoberomys insolita Kraglievich, 1940, Phoberomys lozanoi Kraglievich, 1940, Phoberomys minima Kraglievich, 1940, Phoberomys praecursor Kraglievich, 1932]
- Phoberomys gyulavarii Kretzoi & Voros, 1989
- Phoberomys pattersoni (Mones, 1980) [syn. Dabbenea pattersoni Mones, 1980]

Вид Phoberomys bordasi, возможно, принадлежит к роду Neoepiblema.